# Krunoslav Hulak
Krunoslav Hulak (Osijek, 25. svibnja 1951. – Zagreb, 23. listopada 2015.), bio je hrvatski šahist, velemajstor od 1976. godine. Prvak Jugoslavije 1976. godine. Prvak Hrvatske 2005., a doprvak 1999. godine. Dvaput igrao na međuzonskim turnirima. Igrao za reprezentaciju Hrvatske. Nastupao na šest olimpijada i šest europskih prvenstava. Izbornik reprezentacije Hrvatske, član HAŠK Mladost (Zagreb) od 1971. (uz prijekide), a prije toga ŠK Grafičar (Osijek). Sa ŠK Borovo-Vukovar '91 1996. godine osvojio je 2. mjesto na klupskom prvenstvu Europe.
Pojedinačni prvak Hrvatske 2005. godine.
Hulak je u listopadu 2015. godine preminuo u zagrebačkoj klinici za plućne bolesti "Jordanovac - KBC Zagreb" poslije kratke i teške bolesti.

## Vanjske poveznice
- (engl.) 365chess: Krunoslav Hulak
- (engl.) Redhot pawn Velemajstorske partije, Krunoslav Hulak
- (engl.) Krunoslav Hulak Profil ovog šahista (ove šahistice) na Chessgames.com
- (engl.) Profil Krunoslava Hulaka na FIDE
- (engl.) Chessbase Chess in Croatia